# Na Golici
»Na Golici« (nemško »Trompeten-Echo«) je instrumentalna narodnozabavna polka iz leta 1954, ki jo je napisal Slavko Avsenik, je takratni Gorenjski kvartet (harmonika, klarinet, trobenta in bariton) prvotno originalno verzijo posnel v oddaji »Četrtkov večer« na Radio Ljubljana, a brez večjega uspeha. 
Aranžma pa je napisal Vilko Ovsenik, a ta verzija ni bila nikoli izdana na nosilcu zvoka. Dokončna verzija, kot jo poznamo danes (z odmevom), je bila posneta naslednje leto, na snemanju v Celovcu.
Velja za eno najprepoznavnejših polk in največkrat predvajano instrumentalno skladbo na svetu. Skladba ima kar 600 priredb, na nemškem govornem področju pa je znana pod imenom »Trompeten-Echo«.

## Nastanek polke
Leta 1954 je Slavko dobil idejo za pletilnim strojem, v nočni delovni izmeni tovarne Tonosa v Ljubljani, kjer je v treh izmenah pletel nogavice. Napisal jo je v približno 20 minutah, kolikor je imel časa, medtem ko je njegov pletilni stroj od stopal do pasu deloval samodejno. Idejo je dobil prav pri tem ko je poslušal takt pletilnega stroja in kar na prtiček od malice po svoje zapisal "ta-rara-pa-pam", saj ni poznal not. 
Takoj naslednji dan je Vilko prišel k njemu in jo kot akademski skladatelj spravil v originalni notni zapis ter aranžiral za kvartet (harmonika, klarinet, trobenta in bariton), brez odmeva in brez kitare. Prvo originalno verzijo so tako nekaj dni za tem z Gorenjskim kvartetom posneli na Radio Ljubljana v oddaji Četrtkov večer.

## Izdaja singla

### Nemško tržišče
Leta 1954 je Ljubo Hartman začel na celovškem radiu predvajati »Na Golici« in tako se je rodila legenda. Usoda je očitno hotela, da izvirno različico polke po celovškem radiu sliši Fred Rauch, tedaj urednik priljubljene zabavno glasbene oddaje na münchenskem radiu Wunschkonzert, ki je bil ravno takrat na dopustu ob Vrbskem jezeru. Poskočnica mu je takoj zlezla v uho, zato jo je nemudoma začel vrteti na prej omenjenem münchenskem radiu, melodija pa je dobesedno čez noč postala gromozanski uspeh. 
Ko so Rauchu povedali, da to polko izvaja kvartet z Gorenjskega, je takoj začutil, da imajo možnost za uspeh. Pri nemški založbi Telefunken so začutili, da bo to velika uspešnica, zato so 21. januarja 1955 v Celovcu posneli drugo različico Golice, ki ji je Vinko Ovsenik skupaj z radijskim urednikom s pomočjo tehnike eksperimentalno dodal značilen odmev. Takoj zatem so za nemško tržišče izdali sploh prvi singel z dvema skladbama: »Trompetenecho« (Na Golici) in »Slowenische Bauerntanz« (Iz Bohinja) na B-strani. Slavko je polko poimenoval po Golici zato, ker so ga tam rastoče narcise spominjale na zvonce. Rauch je bil producent.
Rauch je v zgodnjih 1960-ih skladbo samovoljno preimenoval v »Trompetenecho«, ime ansambla pa je skupaj z Hartmanom preimenoval v Oberkrainer Quintett. Nekega dne, ko so Avseniki snemali na münchenskem radiu, je Rauch za skladbo napisal kratko besedilo v nemščini, a melodija »Na Golici« z njim nikoli ni bila predvajana. Rauch je bratoma Avsenik kar v preddverju radia pod nos v podpis pomolil avtorsko pogodbo in si tako na zvit način za nemško govorno področje pridobil soavtorstvo skladbe in si zagotovil polovični delež od tantiem; druga polovica je pripadla resničnima avtorjema bratoma Avsenik.

### Jugoslovanski trg
V Sloveniji oziroma Jugoslaviji je bila ta skladba kot singel izdana šele leta 1957, dve leti po izidu v Nemčiji. Na B-strani je skladba »Iz Bohinja«. Singel je izšel na 7-inčni vinilni plošči pri založbi Jugoton.

## Lestvice

### Tedenske lestvice
| Lestvica (2013)      | Najvišja uvrstitev |
| -------------------- | ------------------ |
| Slovenija (SloTop50) | 42                 |

| Lestvica (2015)      | Najvišja uvrstitev |
| -------------------- | ------------------ |
| Slovenija (SloTop50) | 25                 |

## Mala plošča
- 7" vinilka (Nemčija, 1955)

1. »Trompetenecho«  (A stran) – 2:40
2. »Slowenische Bauerntanz«  (B stran) – 2:58

- 7" vinilka (Jugoslavija, 1957)

1. »Na Golici«  (A stran) – 2:40
2. »Iz Bohinja«  (B stran) – 2:58

## Zasedba

#### Produkcija
- Slavko Avsenik – glasba
- Vilko Ovsenik – aranžma, producent (Jugoton)
- Janez Bitenc – urednik prvotnega radijsko/studijskega snemanja v Ljubljani
- Ljubo Hartman – urednik drugega radijsko/studijskega snemanja v Celovcu
- Fred Rauch – producent (Telefunken)

#### Studijska izvedba
- Slavko Avsenik – harmonika
- Franc Ogrizek – bariton
- Vilko Ovsenik – klarinet
- Franc Košir – trobenta

## V popularni kulturi
V oddaji »Musikantenstadl« je bila ta skladba prvih 25 let njenega predvajanja uradna glasbena špica. Kot je dejal njen prvi moderator, sloviti Karl Moik, je oddaja Musikantenstadl sploh prvič šla v eter  na datum 5. marca 1981 ravno zato, ker je Slavko zaradi svojega natrpanega urnika ravno takrat imel čas, da nastopi v tej oddaji. 
Leta 1999 je sloviti nemški skladatelj in dirigent James Last, ki je prodal 200 milijonov plošč, gostoval v oddaji »Lustige Musikanten« na nemški televiziji ZDF, kjer je s svojim orkestrom nastopil s priredbo Golice.
Nemška televizija ARD jo je uvrstila na seznam 20 najbolj izvajanih skladb na svetu, po nekaterih trditvah celo druga najbolj predvajana skladba vseh časov, menda takoj za »Yesterday« skupine The Beatles.
Leta 2010 je njihov takratni umetniški vodja Tomaž Kozlevčar priredil skladbo za vokalno zasedbo Perpetuum Jazzile. Na inovativen način z uporabo zgolj vokalnih inštrumentov so jo z izjemnim odzivom publike širom sveta približali povsem novemu občinstvu.
Leta 2011 je Justin Bieber gostoval pri Stefanu Raabu v nemški pogovorni oddaji »TV total«. Bieber in Raab sta se ob zvokih Golice pomerila v dvoboju bobnarskih veščin.
Leta 2015 je irska plesna skupina Riverdance s svojo plesno točko ob zvokih Golice gostovala v oddaji »Feste der Volksmusik« na nemški televiziji ARD.

## Ime
Skladba nosi ime po hribu Golica, ki je visok 1836 metrov, vrhu v Zahodnih Karavankah nad Jesenicami. Poznana je predvsem po narcisnih poljanah, ki jih v aprilu in maju obiskujejo številni pohodniki. Slavko Avsenik po lastnih besedah nikoli ni bil na njej.